# 6901 Roybishop
6901 Roybishop este o planetă minoră (asteroid), cu un diametru de 5,05 km, din centura de asteroizi. A fost descoperită pe 2 august 1989 la Observatorul Palomar de Carolyn S. Shoemaker. 
Obiectul prezintă o orbită caracterizată de o semiaxă mare de 1,9426418 UAi, o excentricitate de 0,11, o înclinație de 23,14306 ° în raport cu ecliptica.